# Ararat (licor)
Ararat es un coñac hecho por la Compañía Brandy de Ereván en Armenia. Es el brandy más famoso de Armenia y es conocido por todo el mundo. 
Cada botella lleva 3 o 5 estrellas dependiendo del tiempo que haya envejecido (cada estrella se corresponde con un año). Los de 5 estrellas también tiene un contenido de alcohol un poco más alto que los de 3 estrellas (42% en vez de 40%). 
Las etiquetas de las botellas tienen con frecuencia el nombre escrito en ruso, aunque es posible encontrar botellas con la etiqueta en armenio. Las etiquetas también tienen un dibujo del monte Ararat, la montaña epónima que existía en la Armenia histórica.
- Datos: Q685705
- Multimedia: Armenian cognac / Q685705